# Žilina (Repubblica Ceca)
Žilina è un comune della Repubblica Ceca facente parte del distretto di Kladno, in Boemia Centrale.